# Kaltbachmühle
Kaltbachmühle ist ein Ortsteil der Gemeinde Windeck mit einem Haus. Hier mündet der Kaltbach rechts in die Sieg.

## Lage

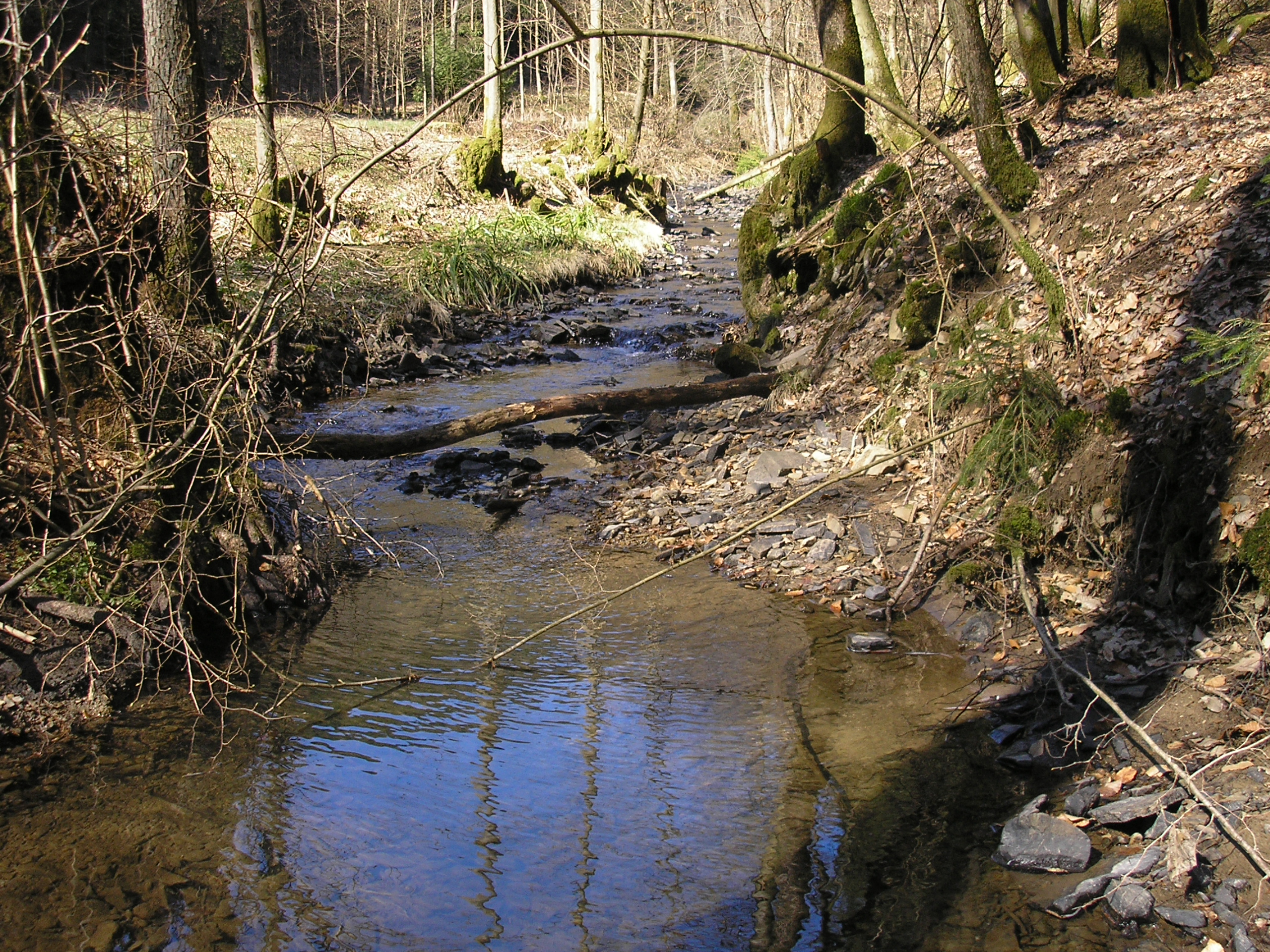
Kaltbachtal oberhalb von Kaltbachmühle

Kaltbachmühle liegt auf 119 m ü. NHN am Nordufer der Sieg am Fuße des Nutscheid. An Kaltbachmühle führt die Landesstraße 333 vorbei, nächste darüber erreichbare Orte sind Herchen im Süden und Hoppengarten im Osten. Im Südosten am anderen Siegufer liegt Röcklingen, im Nordwesten ist Rieferath über eine Forststraße erreichbar.

## Einwohner
1950 wohnten hier der Angestellte Anton Becker und die Gastwirtin Frau Walter Stahl.